# Sergio Vázquez
Sergio Vázquez (Buenos Aires, Argentina, 23 de novembre de 1965) és un exfutbolista argentí. Va disputar 30 partits amb la selecció de l'Argentina.